# Dolenský potok
Dolenský potok je malý vodní tok v okresu Ústí nad Orlicí.

## Průběh toku
Dolenský potok pramení pod osadou Horní Rozsocha. Potok teče nejprve západním směrem a záhy vtéká do lesa. Asi jeden kilometr západně od osady se nalézá jejich soutok s bezejmennou vodotečí přitékající od pramene U Obrázku. Potok posléze nabírá přibližně jihozápadní směr a tvoří osu zalesněnému Jiskrovu údolí. Po většinu své délky je sledován zeleně značenou trasou KČT 4238 z Potštejna do Brandýsa nad Orlicí. Přibližně 2,5 km pod pramenem přijímá zleva nestálou vodoteč odvodňující prostor v okolí osady Kaliště. Asi po dalším 0,5 km vtéká potok do zástavby Brandýsa nad Orlicí. Na ostrohu nad levým břehem se nachází zřícenina hradu Brandýsa. V prostoru centra města je potok v délce asi 400 metrů zatrubněn. Protéká pod náměstím a ústí do zahrad jižně od něj. Podtéká místní nádraží ležící na trati Pardubice - Česká Třebová a v blízkosti fotbalového hřiště se zleva vlévá do Tiché Orlice.